# Pràcticament màgia
Pràcticament màgia (títol original en anglès, Practical Magic) és una pel·lícula de fantasia del 1998 protagonitzada per Sandra Bullock i Nicole Kidman, dirigida per Griffin Dunne. Està basada en la novel·la homònima d'Alice Hoffman.

## Argument
La Sally i la Gilliam Owens (Sandra Bullock i Nicole Kidman) sempre han sabut que eren diferents. Recollides per les seves extravagants i misterioses ties des de la mort dels seus pares, les germanes es van criar en una casa que era qualsevol cosa menys típica. La tia Jet i la tia Frances (Dianne Wiest i Stockard Channing), que intenten transmetre la seva única i poderosa herència psíquica de les dones Owens, confien a donar a les seves nebodes la força que proporciona l'ús de la màgia pràctica, una cosa que d'altres anomenarien maledicció, atès que els homes dels qui les germanes s'enamoren estan destinats a una mort prematura.
Tot sembla estar calmat fins que un dia la Gillian crida la seva germana. El seu amant, en Jimmy Angelov (Goran Višnjić), un búlgar amb aspiracions a convertir-se en cowboy, l'ha apallissada. Després d'una baralla amb les dues germanes, en Jimmy mor. El seu esperit els perseguirà, així com l'agent de policia Gary Hallet (Aidan Quinn), que investiga la desaparició del foraster i que se sent atret per la Sally.

## Crítica
Segons la pàgina d'Internet Rotten Tomatoes va obtenir un 20% de comentaris positius, arribant a la següent conclusió: «comèdia, romanç i humor barrejats amb insatisfactoris resultats». James Berardinelli va escriure que «tot i que he gaudit d'algunes parts de la pel·lícula, no puc recomanar una cosa amb una conclusió tan desafortunada i insatisfactòria». Emmanuel Levy va dir sobre la pel·lícula que tenia «una part de comèdia, una part de drama, una part de romanç, una part d'efectes especials i una d'aventures, però no és del tot satisfactòria en cap d'aquests nivells». Segons la pàgina d'Internet Metacritic va obtenir crítiques mixtes, amb un 46%, basat en 22 comentaris dels quals 6 eren positius.